# Generation 13
Generation 13 is het elfde studioalbum van de Canadese band Saga.

## Musici
- Michael Sadler – zang en orgel
- Ian Crichton – gitaar
- Jim Crichton – basgitaar
- Jim Gilmour – toetsen, klarinet en zang
- Steve Negus – slagwerk.
- Mary Newland – zang (track 24)

## Spelers
- Jeremy / Michael Sadler
- Morty / Roger Sommers
- The Father (As a teenager & Mr. Monger) / Michael Sadler
- The Barker (At the carnival) / Steve Negus
- Jeremy's Sister / Penny Crichton
- The Orphanage Master / Michael Sadler
- The "80's" Ghosts / The Goodnight LA-Bv's
- The Amateur Show Host / Michael Sadler
- Sam's New Friend / Christopher Crichton
- Sam (On a good day) / Jim Gilmour
- Sam (On a bad day) / Roger Sommers
- Sarcastic Sam / Jim Crichton
- The Psychiatrist / Roger Sommers
- Java Joe / Jim Crichton

## Composities
Het concept en de verhaallijn zijn van Jim Crichton, gebaseerd op het boek "13 GEN abort retry ignore fail" van Neil Howe en Bill Strauss.
1. "Changes Are #1" – 1:42
2. "Generation 13 (Theme #1)" – 2:43
3. "I'll Will Change (Goodbye und Good Luck)" – 1:57
4. "the Cross (Home #3)" – 4:06
5. "Danger Whistle" – 0:45
6. "Leave Her Alone" – 4:33
7. "I'll Never Be Like You #1" – 0:43
8. "My Name Is Sam (Finding a Friend)" – 0:35
9. "The 13th Generation" – 4:26
10. "The Cross" – 2:02
11. "The Learning Tree" – 4:58
12. "I'll Never Be Like You (Once Again)" – 3:59
13. "Snake Oil" – 1:07
14. "We Hope You're Feeling Better (The Test)" – 4:57
15. "My Name Is Sam (Your Time Is Up)" – 2:34
16. "Generation 13 (Theme #2)" – 2:38
17. "Where Are You Now?" – 1:20
18. "Screw'em" – 4:14
19. "No Strings Attached" – 5:20
20. "All Will Change (It's Happening to Me)" – 2:00
21. "The Victim" – 2:59
22. "One Small Step" – 3:25
23. "Sam's New Friend" – 2:30
24. "We Hope You're Feeling Better" – 1:21
25. "Changes Are #2" – 1:36